# Саникидзе, Торнике
Торнике Саникидзе (род. 1 января 1989) — грузинский шахматист, гроссмейстер (2008). Чемпион Грузии (2009), член молодёжной и основной национальной сборной.
Участник 3-х чемпионатов мира по шахматам среди юниоров (2005, 2007—2008), лучший результат — 19-е место из 92 в чемпионате 2005 года.
В составе национальной сборной участник следующих соревнований:
- 3-я шахматная олимпиада среди юношей до 16 лет (2003) в г. Денизли.
- 17-й командный чемпионата Европы (2009) в г. Нови-Сад.
- 40-я шахматная олимпиада (2012) в г. Стамбуле.

В составе различных команд участник 2-х Кубков европейских клубов (2004, 2010) и 2-го клубного чемпионата Грузии (2015) в пгт. Уреки.
По состоянию на январь 2022 года занимал 19-ю позицию в рейтинг-листе активных грузинских шахматистов и 28-е место среди всех шахматистов Грузии.

## Изменения рейтинга
| Графики недоступны из-за технических проблем. См. информацию на Фабрикаторе и на mediawiki.org. |